# Elecciones generales de Japón de 1949
Las elecciones generales de Japón de 1949 fueron las primeras constituciones bajo el imperio de la Constitución de 1947 (conocida como Constitución de la Paz o de la Posguerra) y se celebraron el 23 de enero. El Partido Liberal Democrático, llamado así producto de la fusión del Partido Liberal y sectores descontentos del gobierno de Hitoshi Ashida del Partido Democrático (no confundir con el actual Partido Liberal Democrático) obtuvo una amplísima mayoría absoluta con 269 de los 466 escaños de la Cámara de Representantes.
Entre los parlamentarios electos destacan Eisaku Satō, Hayato Ikeda y Katsuo Okazaki. Los dos primeros en décadas posteriores ejercerían el cargo de Primer ministro, y el último serían canciller y secretario de gabinete. Después de la elección, se formó un gobierno encabezado por Shigeru Yoshida.

## Resultados
|  | 44.39 % |

|  | 15.78 % |

|  | 13.51 % |

|  | 9.76 % |

|  | 3.41 % |

|  | 6.95 % |

|  | 6.21 % |

|  | 98.13 % |

|  | 1.87 % |

|  | 100.00 % |

|  | 74.04 % |